# Scheuchzerhorn
Le Scheuchzerhorn est un sommet des Alpes bernoises, en Suisse. Il culmine à 3 455 m d'altitude.

## Toponymie
Le Scheuchzerhorn doit son nom, donné en 1840, au médecin et naturaliste suisse Johann Jakob Scheuchzer (1672-1733),.

## Géographie
Situé au nord-est du Grunerhorn et au sud de l'Escherhorn, le Scheuchzerhorn surplombe au nord-ouest le glacier du Finsteraar et au sud le glacier de l'Oberaar.